# Adoretus rhamphomorius
Adoretus rhamphomorius är en skalbaggsart som beskrevs av Ohaus 1934. Adoretus rhamphomorius ingår i släktet Adoretus och familjen Rutelidae. Inga underarter finns listade i Catalogue of Life.